# 泛針蟻亞科
泛針蟻亞科（Ectatomminae）隸屬蟻科針蟻形態亞科群（poneromorph），下轄2族，含4個現生的屬及3個已滅絕的屬。該亞科新建於2003年，是Barry Bolton從針蟻亞科分出的六亞科之一。

## 屬
- Ectatomminae Emery, 1895 又称：
  -  Ectatommini Emery, 1895 又称：
    - †Canapone Dlussky, 1999
    - 外刺猛蚁属（英语：Ectatomma） Ectatomma Smith, 1858
    - †Electroponera Wheeler, 1915
    - 曲颊猛蚁属（英语：Gnamptogenys） Gnamptogenys Roger, 1863
    - †拟外刺猛蚁属（英语：Pseudectatomma） Pseudectatomma Dlussky & Wedman, 2012
    - 皱猛蚁属（英语：Rhytidoponera） Rhytidoponera Mayr, 1862

  - 盲刺猛蚁族 Typhlomyrmecini Emery, 1911
    - 盲刺猛蚁（英语：Typhlomyrmex） Typhlomyrmex Mayr, 1862